# Canton de Val-de-Meuse
Le canton de Val-de-Meuse est une ancienne division administrative française située dans le département de la Haute-Marne et la région Champagne-Ardenne.

## Géographie
Ce canton était organisé autour de Val-de-Meuse dans l'arrondissement de Langres. Son altitude  moyenne est de 409 m.

## Histoire
Ancien canton de Montigny-le-Roi.

## Représentation

### Conseillers d'arrondissement (de 1833 à 1940)
| Période                                  | Période | Identité             | Étiquette                | Qualité |
| ---------------------------------------- | ------- | -------------------- | ------------------------ | --- |
| 1833                                     | 1848    | Martin François      |                          | Notaire, maire de Montigny-le-Roi                                                                           |
|                                          |         |                      |                          | |
| 1886                                     | 1895    | Charles Mathieu      | Républicain              | Propriétaire, Président du comice agricole de Montigny-le-Roi                                               |
| 1895                                     | 1919    | Constant Henry-Royer | Républicain progressiste | Maire de Montigny-le-Roi                                                                                    |
| 1919                                     | 1930    | Albert Boucheseiche  | Rad.                     | Médecin à Montigny-le-Roi                                                                                   |
| Mai 1930                                 | 1940    | Jules Perrot         | Rad.                     | Maire de Montigny-le-Roi                                                                                    |
| 1940                                     |         |                      |                          | Les conseils d'arrondissement ont été suspendus par la loi du 12 octobre 1940 et n'ont jamais été réactivés |
| Les données manquantes sont à compléter. |         |                      |                          | |

### Conseillers généraux de 1833 à 2015
| Période | Période          | Identité                          | Étiquette            | Qualité |
| ------- | ---------------- | --------------------------------- | -------------------- | --- |
| 1833    | 1846             | Mathias Bouché                    |                      | Ancien employé de l'administration militaire Juge de paix, maire de Montigny-le-Roi |
| 1846    | 1847             | Pierre Charles Astier             |                      | Juge de paix de Nogent |
| 1847    | 1848             | Nicolas Maugras                   |                      | Notaire puis greffier de la justice de paix |
| 1848    | 1870             | Martin François                   |                      | Notaire, maire de Montigny-le-Roi, conseiller d'arrondissement |
| 1870    | 1872 (décès)     | Baron Laurent Adrien de Tricornot | Conservateur Libéral | Propriétaire à Dammartin-sur-Meuse |
| 1872    | 1880             | Comte Léopold de Bucy             | Droite               | Propriétaire à Dammartin-sur-Meuse Ancien chef d'escadron d'état-major |
| 1880    | 1898             | Gabriel Geoffroy                  | Républicain modéré   | Lieutenant-colonel de l'armée territoriale Maire de Montigny-le-Roi |
| 1898    | 1920 (démission) | Léon Mougeot                      | Rad.                 | Avocat Maire de Langres (1888-1890) Sous-secrétaire d'Etat (1898-1902) Ministre de l'Agriculture (1902-1905) Député (1893-1908) Sénateur (1908-1920) Président du Conseil Général (1906-1920) |
| 1920    | 1930 (décès)     | Gabriel Landragin                 | Rad.                 | Propriétaire - Maire de Montigny-le-Roi |
| 1930    | 1940             | Albert Boucheseiche               | Rad.                 | Médecin à Montigny-le-Roi, conseiller d'arrondissement |
|         |                  |                                   |                      | |
| 1943    | 1945             | Jules Perrot                      |                      | Agriculteur - Maire de Montigny-le-Roi Conseiller d'arrondissement Nommé conseiller départemental en 1943                                                                                     |
|         |                  |                                   |                      | |
| 1945    | 1970             | Paul Paulin                       | DVD                  | Notaire, maire de Montigny-le-Roi |
| 1970    | 2001             | Jean-Pierre Bernard               | DVD puis DL          | Docteur en médecine Maire de Montigny-le-Roi |
| 2001    | 2008             | Gérard Didier                     | DVD                  | Agriculteur retraité Maire de Val-de-Meuse (2008-2012) |
| 2008    | 2015             | Jean Lipp                         | MoDem                | Professeur du secondaire, Langres Déclaré inéligible en 2013 |

## Composition
Le canton de Val-de-Meuse regroupait 5 communes et comptait 3 035 habitants (recensement de 1999 sans doubles comptes).
| Nom                      | Code Insee | Intercommunalité    | Superficie (km2) | Population (dernière pop. légale) | Densité (hab./km2) |
| ------------------------ | ---------- | ------------------- | ---------------- | --------------------------------- | ------------------ |
| Val-de-Meuse (chef-lieu) | 52332      | CC du Grand Langres | 76,76            | 1 909 (2014)                      | 25                 |
| Avrecourt                | 52033      | CC du Grand Langres | 7,63             | 134 (2014)                        | 18                 |
| Chauffourt               | 52120      | CC du Grand Langres | 9,63             | 204 (2014)                        | 21                 |
| Dammartin-sur-Meuse      | 52162      | CC du Grand Langres | 15,58            | 203 (2014)                        | 13                 |
| Lavilleneuve             | 52277      | CC du Grand Langres | 5,15             | 66 (2014)                         | 13                 |
| Sarrey                   | 52461      | CC du Grand Langres | 14,21            | 383 (2014)                        | 27                 |
| Saulxures                | 52465      | CC du Grand Langres | 8,17             | 129 (2015)                        | 16                 |

## Démographie
| 1962  | 1968  | 1975  | 1982  | 1990  | 1999  | 2006  | 2009 |
| ----- | ----- | ----- | ----- | ----- | ----- | ----- | ---- |
| 3 044 | 3 272 | 3 145 | 3 026 | 2 999 | 3 035 | 3 053 | -    |